# Bajnok Zoltán
Bajnok Zoltán (Békéscsaba, 1967. szeptember 14. –) elméleti fizikus.

## Tanulmányai
Fizikusi tanulmányait 1987–1992 között az ELTE-n végezte. 1997-ben akadémiai kandidátusi (CSc), 2011-ben akadémiai doktori (Dsc) fokozatot szerzett.

## Szakmai tevékenysége
Fő tevékenységét a holografikus kvantumtérelmélet témájában végzi. Kutatásának fókuszait az alábbi területek képviselik: geometriai kvantálás(en), nemlineáris szimmetriák és W-algebrák(en), konformális térelmélet(en), perturbált konformális térelmélet, térelméleti peremfeltételek és defektek, Coulomb-folyadékok, Casimir-hatás, spinláncok, AdS-CFT korrespondencia(en), végesméret-effektusok. 
A Hun-Ren Wigner Fizikai Kutatóközpont Részecske- és Magfizikai Intézetében a holografikus kvantumtérelmélettel foglalkozó csoport vezetője.
2012-ben a Lendület program keretében kutatócsoportot alapított, amelynek kutatási témája „Kvantumtérelmélet, a holografikus vizsgálatok kiterjesztése a kvark-gluon plazma leírására, hozzájárulva a természet alaposabb megismeréséhez”

## Magánélete
Házas, felesége Böhm Gabriella szintén fizikus, három gyermekük van.

## Díjai, elismerései
- Novobátzky Károly-díj (2003)
- Bolyai-plakett (2011)
- Akadémiai elméleti fizikai díj (2012)
- Lendület ösztöndíj (2012)[3]
- Akadémiai Díj (2020)[5]

## További információ
- Zoltan Bajnok's homepage. www.rmki.kfki.hu. (Hozzáférés: 2018. december 5.)
- Bajnok Zoltán | WIGNER Fizikai Kutatóközpont. wigner.mta.hu. (Hozzáférés: 2018. december 5.)[halott link]
- Zoltan Bajnok's homepage. bajnok.web.elte.hu. (Hozzáférés: 2018. december 5.)
- Bajnok Zoltán - ODT Személyi adatlap. doktori.hu. (Hozzáférés: 2018. december 5.)